# Heimatturm

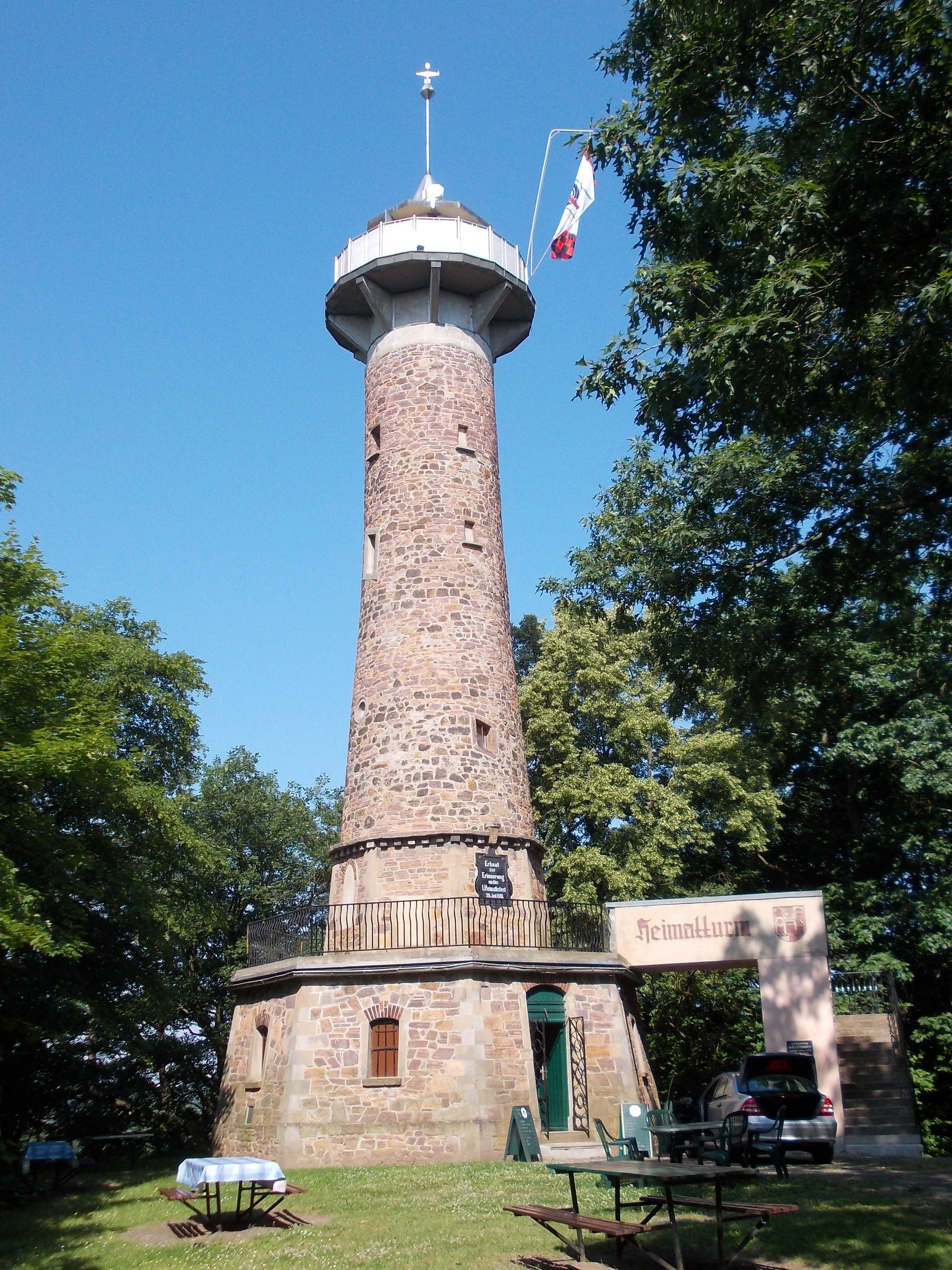
Heimatturm bei Colditz

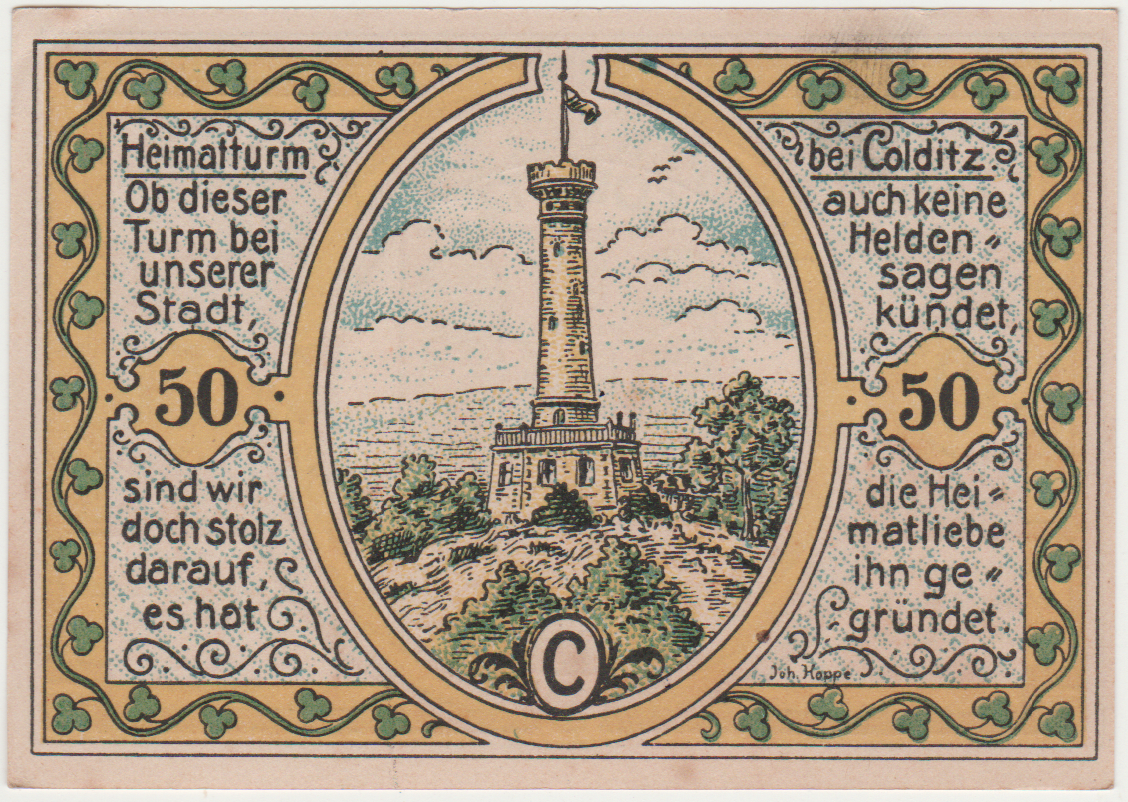
Der Heimatturm auf einem Notgeldschein aus Colditz, von 1921

Der Heimatturm, ursprünglich Heimats-Turm, ist ein 20 m hoher gemauerter Aussichtsturm auf dem Töpelsberg südlich der Stadt Colditz im sächsischen Landkreis Leipzig. Er wurde 1901 aus Anlass des 1. Colditzer Heimatfestes in der überaus kurzen Bauzeit von zehn Wochen errichtet. Zum Zeitpunkt seiner Einweihung am 20. Juli 1901 war der Heimatturm 18,7 m hoch. Durch einen Blitzschlag am 3. Juni 1903 wurde der obere Teil des Turmes stark zerstört. Seit dem Wiederaufbau ist er nun 20 m hoch.
Von der Aussichtsplattform des denkmalgeschützten Turms bietet sich eine gute Rundsicht auf Colditz, das Muldental und die umliegenden Ortschaften.